# Відстань Левенштейна
Ві́дстань Левенште́йна (також функція Левенштейна, алгоритм Левенштейна або відстань редагування) у теорії інформації і комп'ютерній лінгвістиці міра відмінності двох послідовностей символів (рядків). Обчислюється як мінімальна кількість операцій вставки, видалення і заміни, необхідних для перетворення одної послідовності в іншу.
Метод розроблений у 1965 році радянським математиком Володимиром Йосиповичем Левенштейном і названий його іменем.
Приклад: 
Щоб перетворити слово небо на слово треба необхідно зробити дві заміни та одну вставку, відповідно дистанція Левенштейна становить 3:
1. небо -> неба (замінюємо о на а)
2. неба -> реба (замінюємо н на р)
3. реба -> треба (вставляємо т)

На практиці дистанція Левенштейна використовується для визначення подібності послідовностей символів, наприклад для корекції орфографії або для пошуку дублікатів.

## Алгоритм
Для розрахунку відстані Левенштейна найчастіше застосовують простий алгоритм, в якому використовується матриця розміром (n + 1) * (m + 1), де n і m - довжини порівнюваних рядків. Окрім цього вартість операцій вилучення, заміни та вставки вважається однаковою.
Для конструювання матриці використовують таке рекурсивне рівняння:
{\displaystyle D_{0,0}=0}
{\displaystyle D_{i,j}=min{\begin{cases}D_{i-1,j-1}&+0\ {\rm {(equal,nochange)}}\\D_{i-1,j-1}&+1\ {\rm {(replace)}}\\D_{i-1,j}&+1\ {\rm {(insert)}}\\D_{i,j-1}&+1\ {\rm {(delete)}}\end{cases}}}
У псевдокоді алгоритм виглядає так:
```
int
 LevenshteinDistance(
char
 str1[1..lenStr1], 
char
 str2[1..lenStr2])
   
// d таблиця кількість рядків = lenStr1+1 та кількість стовпців = lenStr2+1

   
declare
 
int
 d[0..lenStr1, 0..lenStr2]
   
// i та j використовуються для індексування позиції у str1 та у str2

   
declare
 
int
 i, j, cost
 
   
for
 i 
from
 0 
to
 lenStr1
       d[i, 0] := i
   
for
 j 
from
 0 
to
 lenStr2
       d[0, j] := j
 
   
for
 i 
from
 1 
to
 lenStr1
       
for
 j 
from
 1 
to
 lenStr2
           
if
 str1[i] = str2[j] 
then
 cost := 0       
//однакові

                                
else
 cost := 1       
//заміна

           d[i, j] := minimum(
                                d[i-1, j  ] + 1,     
// вилучення

                                d[i  , j-1] + 1,     
// вставка

                                d[i-1, j-1] + cost   
// заміна або однакові

                            )
 
   
return
 d[lenStr1, lenStr2] 
//значення відстані Левенштейна в останній клітинці матриці
```

Цей алгоритм легко реалізувати вручну, заповнивши таблицю. Наприклад, для визначення відстані між словами корабель і бал таблиця виглядатиме так:
ε - т.зв. пусте слово, без літер
```
  
ε К О Р А Б Е Л Ь

ε
 0 1 2 3 4 5 6 7 8   
/* тобто відстань між пустим словом і словом КОРАБЕЛЬ = 8 (довжина слова КОРАБЕЛЬ) */

Б
 1 1 2 3 4 4 5 6 7   
/* між Б і КОРАБЕЛЬ відстань = 7 (літера Б в обох словах і може бути використана) */

А
 2 2 2 3 3 4 5 6 7   
/* між БА і КОРАБЕЛЬ відстань = 7 (лише одну з літер Б або А можна використати) */

Л
 3 3 3 3 4 4 5 5 
6
   
/* між БАЛ і КОРАБЕЛЬ відстань = 6 (можна використати дві літери (Б або А) + Л) */
```

Для визначення послідовності операцій, необхідних для переходу від одного слова до іншого, потрібно знайти найдешевший шлях від першої [0,0] клітинки матриці до останньої [i,j]. Як видно з прикладу існує декілька еквівалентних шляхів, і алгоритм знаходить не тільки мінімальну відстань, але й усі шляхи. На кожному наступному кроці застосовується інформація, здобута на попередньому кроці (принцип динамічного програмування).

## Межі
Для відстані Левенштейна існують такі верхня і нижня межі:
- Дистанція Левенштейна не є меншою за різницю довжини рядків, що порівнюються
- Вона не є більшою довжини найдовшого рядка
- Вона дорівнює 0 тоді і тільки тоді, коли рядки однакові (однакові символи на однакових позиціях)

Між відстанню Левенштейна та відстанню Гемінга існують такі взаємозв'язки:
- Для рядків однакової довжини відстань Левенштейна рівна відстані Гемінга, оскільки відстань Гемінга користується лише операцією заміни одного символу на інший і не дозволяє вставки та вилучення символів
- Якщо рядки різної довжини, то верхньою межею є відстань Гемінга плюс різниця довжини рядків

## Реалізація
Реалізація оптимізованого алгоритму пошуку відстані Левенштейна на мові Python 3:
```
def
 
levenstein
(
s1
,
s2
):

    
n
 
=
 
range
(
0
,
len
(
s1
)
+
1
)

    
for
 
y
 
in
 
range
(
1
,
len
(
s2
)
+
1
):

        
l
,
n
 
=
 
n
,[
y
]

        
for
 
x
 
in
 
range
(
1
,
len
(
s1
)
+
1
):

            
n
.
append
(
min
(
l
[
x
]
+
1
,
n
[
-
1
]
+
1
,
l
[
x
-
1
]
+
((
s2
[
y
-
1
]
!=
s1
[
x
-
1
])
 
and
 
1
 
or
 
0
)))

    
return
 
n
[
-
1
]

```

В Python алгоритм реалізовано в бібілотеці python-Levenshtein.
У PHP цей алгоритм реалізовано функцією levenshtein.

## Подібні методи
- Відстань Геммінга
- Подібність Джаро — Вінклера
- Відстань Єнсена-Шенона (Jensen-Shannon distance)
- Soundex-метод
- Фонетичний пошук
- Зіставляння зі взірцем
- Вирівнювання послідовностей